# Thrasops occidentalis
Thrasops occidentalis là một loài rắn trong họ Rắn nước. Loài này được Parker mô tả khoa học đầu tiên năm 1940.